# Alice Thourot
Alice Thourot, née le 12 octobre 1985 à Bar-le-Duc (Meuse), est une avocate et femme politique française.
Membre de La République en marche, elle est députée de la deuxième circonscription de la Drôme de 2017 à 2022.

## Origines et activité professionnelle
Alice Thourot est née à Bar-le-Duc (Lorraine) en 1985, d'une mère enseignante et d'un père agriculteur ou cardiologue selon les sources. Un de ses grands-pères fut maire de village.
Elle mène des études de droit à Nancy et Lyon. Elle est titulaire d'un master 1 en droit privé général et sciences criminelles à Nancy. Elle a travaillé aux côtés de start-up à Lyon.
Inscrite au barreau de Valence puis, depuis 2016, au barreau de Paris, elle a été collaboratrice au sein du cabinet d'avocats Champauzac installé à Montélimar, et gérante de sa propre société d'avocats, spécialisée dans le droit de l'immobilier et de la construction,.
Elle vit à Montélimar depuis 2011.

## Députée

### Élection
Elle suit Emmanuel Macron à partir de ses débuts comme ministre. Elle crée et anime le comité local du mouvement En marche ! à Montélimar pendant la campagne présidentielle de 2017,.
Candidate dans la deuxième circonscription de la Drôme lors des élections législatives de 2017, elle arrive largement en tête du premier tour avec 15 points de plus que la candidate du Front national et 20 points de plus que Franck Reynier (UDI), maire de Montélimar et député sortant. Elle est élue avec 62,5 % des voix au second tour face à la candidate du FN.

### Activité législative
Lors des débats sur le projet de loi organique rétablissant la confiance dans l'action publique, elle soutient l'interdiction pour un parlementaire d'exercer une « activité de conseil d’opportunité » lancée en cours de mandat ou de campagne, mais s'oppose à une interdiction complète, contrairement à la promesse de campagne d'Emmanuel Macron.
En juin 2018, elle est nommée rapporteure pour la loi relative à l'harmonisation de l'utilisation des caméras mobiles par les autorités de sécurité publique. La loi est finalement adoptée le 3 août 2018.
En septembre 2018, elle remet, avec Jean-Michel Fauvergue, un rapport parlementaire sur le « continuum de sécurité » : celui-ci propose de renforcer les polices municipales avec la création d'une école nationale, l'armement obligatoire et la promotion de l'intercommunalité. Ce rapport débouche sur une proposition de loi « vers une sécurité globale », déposée en janvier 2020. Une nouvelle version de la proposition de loi est déposée à l’Assemblée nationale en octobre 2020, enrichie notamment avec l’intégration de l’expérimentation de l’élargissement des compétences des policiers municipaux, l’instauration d’un régime juridique de captation des images par drone, la création de la police municipale de Paris, et la restriction à la diffusion d'images de policiers,. Elle en est la rapporteure, avec Jean-Michel Fauvergue.
En septembre 2018, lors des débats sur le projet de loi relatif à la lutte contre la fraude fiscale, elle demande avec d'autres députés la suppression de l’article 7 qui propose de sanctionner administrativement, par une amende, les cabinets qui concourent, grâce à leurs conseils, à l’évasion fiscale de leurs clients : elle défend une sanction par le juge judiciaire plutôt que par le juge administratif, et estime que cet article met en danger le secret professionnel pour les cabinets de conseil qui devraient se défendre devant un juge administratif. Alors que certains députés d'opposition mettent en cause le fait que des « députés-avocats » interviennent en ce sens, Jean-Christophe Lagarde demande au président de l'Assemblée nationale que le bureau et le déontologue de l'Assemblée nationale étudient leurs situations. Elle nie tout conflit d'intérêts, indiquant qu'elle ne travaille pas dans le droit fiscal.
En janvier 2019, elle est nommée rapporteure pour la proposition de loi visant à prévenir les violences lors des manifestations et à sanctionner leurs auteurs, dite « anti-casseurs ». Elle propose plusieurs amendements afin de stabiliser juridiquement le texte, avec l'objectif déclaré de trouver un « équilibre entre les libertés publiques et la sécurité ».
Elle ne se représente pas lors des élections législatives de 2022.

## Élections municipales de 2020 à Montélimar
En octobre 2019, elle est désignée par la commission nationale d'investiture de LREM comme tête de liste pour les élections municipales de 2020 à Montélimar, face au maire sortant Franck Reynier, alors que ce dernier appartient au Mouvement radical, social et libéral, parti partenaire de LREM. Son président Laurent Hénart affirme alors qu'Alice Thourot n'est « pas en mesure de gagner ». Après avoir recueilli 11,40 % des voix au premier tour, elle se désiste pour le second tour sans donner de consigne de vote.